# Koi no Jubaku

Coperta Koi no Jubaku

"Koi no Jubaku" (恋の呪縛?) - (Vraja dragostei) este al 5-lea single al trupei Berryz Kobo. A fost lansat pe 10 noiembrie 2004, iar clipul promotional al acestui single apare in "Berryz Koubou Single V Clips 1".

## Track List

### CD
1. Koi no Jubaku (恋の呪縛) 
2. Passion E-CHA E-CHA (パッションE-CHA E-CHA - Pasiune cu flirt)
3. Koi no Jubaku (Instrumental) (恋の呪縛 (Instrumental))

## Credite
1. Koi no Jubaku (恋の呪縛) 
- Versuri: Tsunku (つんく)
- Compoziție: Tsunku(つんく)
- Aranjare: Hirata Shouichirou (平田祥一郎)

2. Passion E-CHA E-CHA (パッションE-CHA E-CHA) 
- Versuri: Tsunku (つんく)
- Compoziție: Tsunku (つんく)
- Aranjare: Hirata Shouichirou (平田祥一郎)

## Interpretări în concerte
- Berryz Koubou Live Tour 2005 Shoka Hatsu Tandoku ~Marugoto~
- Berryz Koubou Live Tour 2005 Aki ~Switch ON!~
- Berryz Koubou Concert Tour 2006 Haru ~Nyoki Nyoki Champion!~
- 2007 Sakura Mankai Berryz Koubou Live ~Kono Kandou wa Nidoto Nai Shunkan de Aru~
- Berryz Koubou Concert 2007 Haru ~Zoku Sakura Mankai Golden Week Hen~
- Berryz Koubou Concert Tour 2007 Natsu ~Welcome! Berryz Kyuuden~
- Berryz Koubou Concert Tour 2008 Aki ~Berikore!~